# Lecanora circumborealis
Lecanora circumborealis är en lavart som beskrevs av Brodo & Vitik. Lecanora circumborealis ingår i släktet Lecanora och familjen Lecanoraceae.  Arten är reproducerande i Sverige. Inga underarter finns listade i Catalogue of Life.